# Эдуардес, Клэр
Клэр Эдуардес (англ. Claire Edwardes; род. 1975, Сидней) — австралийская исполнительница на ударных инструментах.

## Биография
Окончила Сиднейскую консерваторию (1998) у Дэрила Пратта и Ричарда Миллера, затем училась в Амстердаме и Роттердаме. В 1999 году была удостоена в Австралии звания Молодой исполнитель года (в области академической музыки), в 2000 году выиграла в Нидерландах Международный музыкальный конкурс Тромп и конкурс молодых музыкантов Vriendenkrans, проводящийся оркестром Концертгебау, в 2001 году стала лауреатом международного конкурса, впервые проведённого в рамках Международного музыкального фестиваля в Лланголлене (Уэльс). В 2005 году в составе дуэта ударных инструментов Duo Vertigo (с Нильсом Мелифсте) заняла третье место на международном конкурсе Gaudeamus.
В репертуаре Эдуардес, прежде всего, новейшая музыка. Она, в частности, записала The Axe Manual Харрисона Бёртуистла (вместе с Николасом Ходжесом), исполняет произведения Луи Андриссена, Винко Глобокара, Джона Лютера Адамса, Чин Ынсук, Тосио Хосокавы, Роберто Сьерры, Елены Кац-Чернин и др. Эдуардес выступает в составе ряда камерных ансамблей, в том числе Ensemble Offspring (Австралия) и Insomnio (Нидерланды).